# Jared Heine
Jared J. Heine (* 6. September 1984 in Honolulu, Hawaii, Vereinigte Staaten) ist ein US-amerikanischer Schwimmer. Er besitzt zudem die Staatsbürgerschaft der Marshallinseln, für die er international antrat.

## Leben
Als die Marshallinseln bei den Olympischen Sommerspielen 2008 in Peking ihr Debüt gaben. War Heine einer von fünf Athleten des Landes. Im Wettkampf über 100 m Rücken schied er mit einer persönlichen Bestzeit von 58,86 s im Vorlauf aus und belegte am Ende den 43. Rang. 
Jared Heine besuchte die Damien Memorial High School in Honolulu und absolvierte später ein Studium in Informationswissenschaft an der Florida State University in Tallahassee.